# Parque nacional Sangay

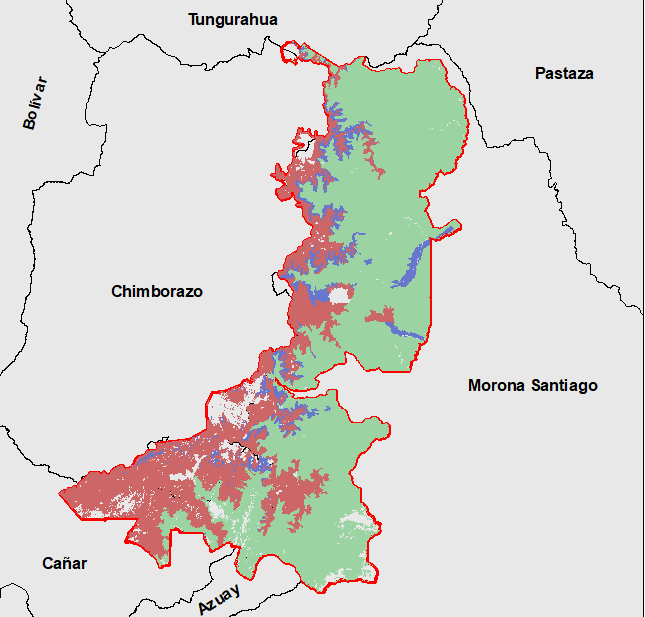
La fisonomía de la vegetación que protege el parque nacional Sangay son:
Herbazal
Arbustal
Bosque

El parque nacional Sangay (PNS) es un área natural protegida localizada en la región centro oriental del Ecuador, entre las provincias de Morona Santiago, Tungurahua, Chimborazo, Cañar y Azuay. El parque presenta un amplio rango altitudinal que va desde las cubres gélidas del Sangay (5230 m s. n. m.), Capac Urku pasando por páramos sobre los 3000 m hasta los bosques tropicales de pie de monte ubicados a 1000 m.

## Características
Una red de más de trescientas veintidós lagunas, tres volcanes de características escénicas espectaculares —el Sangay, el Tungurahua y el Altar— y vastas áreas de bosque montano alto y bajo virtualmente inalteradas, donde sobrevive sin amenazas la danta de altura, hacen del parque una de las zonas más importantes del país y del mundo. Investigaciones de campo recientes han confirmado la singularidad ecológica de la zona, y destacan, en su sección norte, los altos niveles de diversidad de especies, mientras que en la sur sobresalen, en cambio, los altos niveles de endemismo.[cita requerida] Estas particularidades le valieron, en 1983, la declaración como Patrimonio Natural de la Humanidad por parte de la Unesco.
Administrativamente, y dada la extensión y matices que se encuentran en el área, se ha dividido al parque en dos zonas: la zona alta, que incluye volcanes nevados y valles andinos, cuna de varios ríos que fluyen hacia el oriente creciendo a medida que atraviesan páramos y, más abajo, el bosque montano. La zona baja, en cambio, presenta una diversidad de especies que poco a poco, a medida que el terreno pierde altura y avanza hacia el oriente, van componiendo un bosque húmedo tropical.

## Accesos
Los accesos al parque son muchos; la mayoría requiere de largas caminatas a través de senderos y trochas en regular estado que empeoran mucho en la época de lluvias; sin embargo, los parajes que se observan en todos los trayectos valen sin duda el esfuerzo.
La carretera que conecta las ciudades de Baños y Riobamba, y que continúa como carretera Panamericana en el tramo Riobamba-Azogues, constituye la principal vía de acercamiento al sector occidental del parque (o zona alta), desde donde nacen una serie de caminos de segundo orden que acceden al área. De igual forma, la carretera Puyo-Macas es el cordón vial fuente de accesos al sector oriental o zona baja del parque. Recientemente se puso en servicio la carretera Guamote Macas asfaltada de primer orden que cruza de oeste a este el parque y desde la cual se puede ingresar al mismo.

## Visitas
El volcán Tungurahua es un bello volcán, aun activo, cuya topografía indica a simple vista que su proceso de formación geológica todavía no ha terminado.
Existen dos rutas posibles para acceder al Tungurahua: la primera nace en Pondoa, población cercana a Baños, y en aproximadamente cuatro horas de caminata lleva hasta el refugio del volcán, ubicado sobre sus flancos nororientales. El otro acceso posible, más duro que el anterior, se hace desde Puela (sobre la carretera Baños-Riobamba).
El valle de Collanes: La vista del volcán desde este valle es, a no dudar, uno de los paisajes más espectaculares y de mayor belleza escénica de todo el parque y posiblemente del Ecuador entero.
El volcán El Altar: El Altar es una montaña con picos agrestes cubiertos de nieve que encierran una laguna en su caldera; estas particularidades le han valido ancestralmente el nombre quichua de Cupac Urcu, que significa montaña sublime.
Los primeros españoles que llegaron al sitio bautizaron a la montaña como El Altar por su majestuosidad e incluso dieron nombre a cada uno de sus picos: de norte a sur se hallan El Canónigo, Los Frailes, El Tabernáculo, La Monja Menor, La Monja Mayor, El Obispo y El Acólito.
Lagunas de El Altar: Ofrecen un hermoso paisaje de páramo con un ecosistema lacustre digno de ser visitado. El ingreso se hace desde Cubijíes (sobre la vía Riobamba-Baños) y luego, caminando unas cinco horas desde el caserío de Inguisay, se atraviesa la hacienda Puelazo para llegar finalmente a estas lagunas.
La laguna Negra y las Aguas Termales de El Placer: Para los visitantes ocasionales, el ingreso se hace en vehículo desde Alao en dirección al sector de Cugnipaccha, donde inicia el sendero propiamente dicho; en aproximadamente dos horas de caminata se alcanza la laguna Negra, y luego de otras tres, se llega a El Placer; el camino recorre principalmente el páramo entre paisajes andinos típicos. En ambos sitios, es inexistente toda infraestructura a no ser las piscinas rústicas y una casa-refugio que se mantiene en el sitio de las aguas termales.
El volcán Sangay: El acceso a sus faldas es extremadamente duro y aún más es llegar hasta su cumbre; andinistas de antaño cuentan de lo peligroso del ascenso ante la necesidad de esquivar constantemente las piedras y material expulsado al aire desde el cráter; son recordadas, también, las mañanas en Riobamba con los techos de las casas cubiertos de ceniza proveniente del volcán.
Lagunas de Atillo ó Colay: El nombre de Colaycocha significa 'laguna del castigo o de la penitencia' y, según cuenta la leyenda, los puruhaes, antiguos habitantes de estas tierras, castigaban a los malhechores llevándolos allí a morir de hambre y frío, o ahogados en sus aguas heladas. El acceso más fácil se hace desde Guamote (sobre la carretera Riobamba-Azogues), y se sigue luego el carretero inconcluso hacia Macas.
Lagunas de Osogoche: En estas aguas, y también en las de Atillo, se da un curioso hecho que aún no ha sido explicado del todo por la ciencia: periódicamente, cientos de aves se arrojan a las lagunas, sin razón aparente, y se sumergen en sus aguas para allí morir. Es quizá este el motivo para que las leyendas indígenas de la zona hayan relacionado ancestralmente al sector con la muerte. De hecho, Ayapungo, un pequeño ramal montañoso con varios picos, visible con claridad desde las lagunas, significa en español 'puerta de la muerte'.
El Pailón: Constituye uno de los pocos sitios recreacionales de la zona y, aunque no está dentro del parque, por estar muy cercano a sus límites y por su belleza escénica es muy recomendada su visita. Además, se cree existen en esta zona saladeros de dantas y otros mamíferos mayores. El lugar se halla muy cerca a Palora.